# Aridagawa
Aridagawa (japanska: 有田川町?, Aridagawa-chō) är en landskommun i Wakayama prefektur i Japan. 
Kommunen bildades 2006 genom en sammanslagning av kommunerna Kanaya, Kibi och Shimizu.